# São Trifão (título cardinalício)
São Trifão (em latim Sancti Triphonis; em italiano San Trifone) foi um título cardinalício instituído em 13 de março de 1566 pelo Papa Pio V e foi suprimido em 13 de abril de 1587 pelo Papa Sisto V.
A igreja de San Trifone in Posterula onde o título existia era localizada no rione Campo de Marte, na esquina da Via dei Portoghesi com a via della Scrofa e foi demolida em 1746.

## Titulares protetores
- Antoine de Créquy Canaples, diaconia pro illa vice (1566 - 1574)
- Suprimido em 1587